# Paços de Ferreira
Paços de Ferreira is een gemeente in het Portugese district Porto.
De gemeente heeft een totale oppervlakte van 72 km² en telde 52.985 inwoners in 2001.

## Sport
De lokale voetbalclub FC Paços de Ferreira speelt anno 2015 in de Portugese hoogste klasse, de Primeira Liga.

## Plaatsen in de gemeente
- Arreigada
- Carvalhosa
- Codessos
- Eiriz
- Ferreira
- Figueiró
- Frazão
- Freamunde
- Lamoso
- Meixomil
- Modelos
- Paços de Ferreira
- Penamaior
- Raimonda
- Sanfins de Ferreira
- Seroa